# Brykia
Brykia is een geslacht van vlinders van de familie tandvlinders (Notodontidae).

## Soorten
- B. ferruginea Nakamura, 1976
- B. horsfieldi Moore, 1859